# 6185 Mitsuma
A 6185 Mitsuma (ideiglenes jelöléssel (6185) 1987 YD) a Naprendszer kisbolygóövében található aszteroida. Takuo Kojima fedezte fel 1987. december 20-án.